# Кириллов, Александр Александрович (футбольный судья)
Александр Александрович Кириллов (8 сентября 1947, Москва — 21 сентября 2006, Москва) — советский и российский футбольный судья.

## Биография
В юношеские годы Кириллов занимался футболом. Выступал на позиции полузащитника за ленинградский «Зенит» (1963-65) и клубные команды московского «Спартака» (1972-78). Заниматься судейством начал в 1968 году. C начала 1980-х судил матчи низших лиг СССР на уровне команд мастеров. В высшей лиге в качестве главного судьи дебютировал 10 июня 1984 года, отсудив матч между бакинским «Нефтчи» и вильнюсским «Жальгирисом» (0:0), в котором показал одно предупреждение. 30 декабря 1985 года присвоена всесоюзная категория. Матчи чемпионата СССР продолжал судить вплоть до 1991 года и провёл 81 матч в роли главного судьи. Пять лет подряд (1986—1990) включался в список лучших судей сезона. В 1990 году ему была присвоена международная категория. 27 мая того же года отсудил товарищеский матч между сборными Турции и Ирландии (0:0), но в дальнейшем на матчи сборных не назначался.
После распада СССР продолжил судить матчи чемпионата России. В качестве главного судьи провёл 51 матч. Трижды включался в список лучших судей сезона (1992, 1993, 1995). Завершил судейскую карьеру в 1995 году. В дальнейшем работал инспектором. 
Кандидат педагогических наук (1978). Работал доцентом кафедры футбола РГАФК, преподавателем высшей школы тренеров и центра «Футбольный арбитр». Член учебно-методической комиссии Российской ассоциации футбольных арбитров (1992-96).
Скончался 21 сентября 2006 года в Москве.